# Olaf Kühl

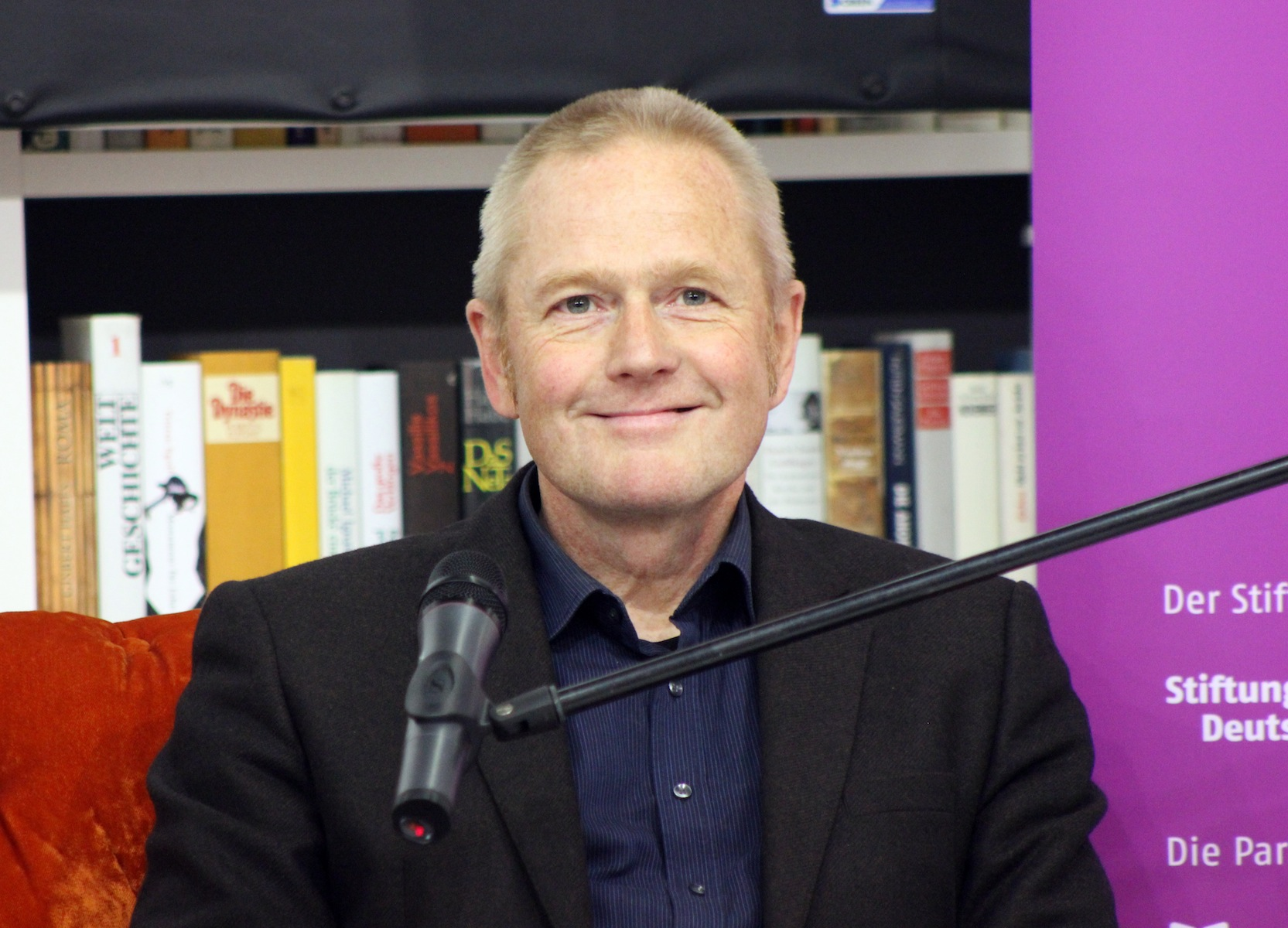
Olaf Kühl, Frankfurter Buchmesse 2013

Olaf Kühl (* 1955 in Sanderbusch) ist ein deutscher Übersetzer, Schriftsteller und Osteuropa-Experte. Von 1996 bis 2021 war er Russlandreferent des Regierenden Bürgermeisters von Berlin.

## Leben
Kühl studierte Slawistik, Osteuropäische Geschichte und Zeitgeschichte an der Freien Universität Berlin. 1995 wurde er mit einer Arbeit über den Zusammenhang zwischen Stil und Erotik im Werk von Witold Gombrowicz bei Professor Witold Kośny an der FU Berlin promoviert. Von 1988 bis 1996 arbeitete Kühl als Dolmetscher und Übersetzer des Regierenden Bürgermeisters von Berlin für die Sprachen Russisch, Polnisch und Serbokroatisch. Von 1996 bis 2021 war er Russlandreferent des Regierenden Bürgermeisters von Berlin. Er übersetzt literarische Werke aus dem Polnischen, Russischen und Ukrainischen.
2011 hatte Kühl eine Gastprofessur am Peter-Szondi-Institut der Freien Universität Berlin, gefördert durch den Deutschen Übersetzerfonds, inne. Im selben Jahr legte er seinen Debütroman Tote Tiere vor, in dem er eine Reise zum Straflager von Michail Chodorkowski in Ostsibirien belletristisch verarbeitet. Für seinen zweiten Roman Der wahre Sohn wurde er 2013 für den Deutschen Buchpreis nominiert, 2016 wurde seine Übersetzung des Romans Drach von Szczepan Twardoch zusammen mit dem Werk selbst mit dem Brücke Berlin Literatur- und Übersetzerpreis ausgezeichnet. 2019 erschien der Politthriller Letztes Spiel Berlin. Dieser Roman zeichnet ein Bild der multikulturellen Spannungen zwischen unterschiedlichen Nationalitäten in Berlin.
2021 wurde Kühl Gastdozent am Institut für Philosophie, Literatur-, Wissenschafts- und Technikgeschichte der Technischen Universität Berlin.
2023 erschien das Sachbuch „Z. Kurze Geschichte Russlands, von seinem Ende her gesehen“ (Rowohlt Berlin). Kühl beschreibt darin die Entwicklung Russlands nach dem Zerfall der Sowjetunion und geht den Gründen für den russischen Überfall auf die Ukraine nach. In das Buch sind die langjährigen Erfahrungen des Autors als Berater mehrerer Regierender Bürgermeister von Berlin eingeflossen. 

## Ehrungen und Auszeichnungen
- 2005: Karl-Dedecius-Preis für sein polnisch-deutsches Übersetzungswerk
- 2005: Deutscher Jugendliteraturpreis gemeinsam mit Dorota Masłowska für Schneeweiß und Russenrot[4]
- 2008: Grenzgänger-Stipendium der Robert Bosch Stiftung[5]
- 2015: Auszeichnung POLONICUM der Universität Warschau "für herausragende Verdienste um die Verbreitung der polnischen Sprache und polnischen Kultur im Ausland"
- 2016: Brücke Berlin Literatur- und Übersetzerpreis
- 2018: Helmut-M.-Braem-Übersetzerpreis für die Übertragung des Romans Der Boxer von Szczepan Twardoch sowie für das übersetzerische Gesamtwerk Kühls aus dem Ukrainischen, Russischen und Polnischen
- 2021: Barthold-Heinrich-Brockes-Stipendium des Deutschen Übersetzerfonds[6]
- 2023: Platz 1 der Sachbuch-Bestenliste von «Die Literarische Welt», der Neuen Zürcher Zeitung, dem RBB Kultur und dem ORF-Radio Österreich 1 im Juli 2023 für "Z. Kurze Geschichte Russlands, von seinem Ende her gesehen"[7]
- 2023 filmPOLSKA Award[8]
- 2025 Nominierung für den Preis der Leipziger Buchmesse in der Kategorie Übersetzung[9]

## Werke

### Veröffentlichungen
- Gęba Erosa. Tajemnice stylu Witolda Gombrowicza. Przekład Krzysztof Niewrzęda i Maria Tarnogórska. Wstęp Włodzimierz Bolecki. Universitas, Kraków 2005, ISBN 83-242-0357-5.
- Tote Tiere. Rowohlt Berlin, Berlin 2011, ISBN 978-3-87134-725-2.
- Der wahre Sohn. Rowohlt Berlin, Berlin 2013, ISBN 978-3-87134-726-9.
- Letztes Spiel Berlin. Rowohlt Berlin, Berlin 2019, ISBN 978-3-7371-0075-5.
- Z: Kurze Geschichte Russlands, von seinem Ende her gesehen. Rowohlt Berlin, Berlin 2023, ISBN 978-3-7371-0175-2.
- Z. Краткая история России, увиденная с её конца. STEIN Publishing, Hamburg 2024, ISBN 978-3000782220.

### Übersetzungen
- Arkadi Babtschenko: Die Farbe des Krieges. Rowohlt Berlin, Berlin 2007, ISBN 978-3-87134-558-6.
- Arkadi Babtschenko: Ein guter Ort zum Sterben. Rowohlt Berlin, Berlin 2009, ISBN 978-3-87134-641-5.
- Arkadi Babtschenko: Ein Tag wie ein Leben. Vom Krieg. Rowohlt Berlin, Berlin 2014, ISBN 978-3-87134-765-8.
- Arkadi Babtschenko. Im Rausch. Russlands Krieg. Rowohlt Berlin, Berlin 2022, ISBN 978-3-7371-0177-6.
- Wacław Berent: Wintersaat. Roman. Suhrkamp Verlag, Frankfurt am Main 1985, ISBN 978-3-518-03579-5.
- Kazimierz Brandys: Rondo. Roman. Luchterhand Verlag, München 1988.
- Michail Chodorkowski: Wie man einen Drachen tötet: Handbuch für angehende Revolutionäre, Europa Verlag, München 2023, ISBN 978-3-95890-573-3.
- Michail Chodorkowski: Was tun? Damit kein neuer Drache erwacht..., Europa Verlag, München 2023, ISBN 978-3-95890-574-0.
- Anna Czerwińska-Rydel, Marta Ignerska: Die Ton-Angeber. Mixtvision Verlag, München 2013, ISBN 978-3-939435-82-2.
- Witold Gombrowicz: Kosmos. Roman. Carl Hanser Verlag, München 1985, ISBN 978-3-446-14345-6.
- Witold Gombrowicz: Tagebuch. Carl Hanser Verlag, München 1988, ISBN 3-446-15379-9.
- Witold Gombrowicz: Yvonne, Prinzessin von Burgund. Theaterstück (Neuübersetzung). Fischer Verlag: Frankfurt am Main 2008.
- Witold Gombrowicz: Berliner Notizen. edition.fotoTAPETA, Berlin 2013, ISBN 978-3-940524-24-9.
- Witold Gombrowicz: Kronos. Intimes Tagebuch. Carl Hanser Verlag, München 2015, ISBN 978-3-446-24903-5.
- Kira Jarmysch. DAFUQ. Roman. Rowohlt Berlin, Berlin 2021. ISBN 978-3737101400.
- Alexander Kabakow: Kein Zurück. Fischer Verlag, Frankfurt am Main 1990, ISBN 978-3-10-039606-8.
- Dorota Masłowska: Schneeweiß und Russenrot. Kiepenheuer & Witsch, Köln 2004, ISBN 3-462-03376-X.
- Dorota Masłowska: Die Reiherkönigin. Ein Rap. Kiepenheuer & Witsch, Köln 2007, ISBN 978-3-462-03778-4.
- Dorota Masłowska: Zwei arme, polnischsprechende Rumänen. Theaterstück. Rowohlt Theater Verlag, Reinbek 2008.
- Dorota Masłowska: Wir kommen gut klar mit uns. Theaterstück. Rowohlt Theater Verlag, Reinbek 2009.
- Dorota Masłowska: Wie ich Hexe wurde. Theaterstück. Rowohlt Theater Verlag, Reinbek 2014.
- Dorota Masłowska: Liebling, ich habe die Katzen getötet. Roman. Kiepenheuer & Witsch, Köln 2015, ISBN 978-3-462-04719-6.
- Dorota Masłowska: Andere Leute. Rowohlt Berlin, Berlin 2019, ISBN 978-3-7371-0072-4.
- Dorota Masłowska: Bowie in Warschau. Rowohlt Berlin, Berlin 2022, ISBN 978-3-7371-0164-6.
- Adam Michnik: Der lange Abschied vom Kommunismus. Essays (mit Roswitha Matwin-Buschmann). Rowohlt Taschenbuch, Reinbek 1992, ISBN 978-3-499-13072-4.
- Iwan Puni: Synthetischer Musiker. Berlinische Galerie, Museumspädagogischer Dienst Berlin (Hrsg.), Berlin 1992, ISBN 3-87584-438-6.
- Władysław St. Reymont: In der Opiumhöhle. Unbekannte Novellen (mit Renate Schmidgall). Suhrkamp Verlag, Frankfurt am Main 1989, ISBN 978-3-518-40207-8.
- Tomasz Różycki: Zwölf Stationen. Roman. Luchterhand Literaturverlag, München 2009, ISBN 978-3-630-62102-9.
- Polina Scherebzowa: Polinas Tagebuch. Rowohlt Berlin, Berlin 2015, ISBN 978-3-87134-799-3.
- Christian Skrzyposzek: Freie Tribüne. Roman. Rotbuch Verlag, Berlin 1983.
- Żanna Słoniowska: Das Licht der Frauen. Kampa Verlag, Zürich 2018, ISBN 978-3-311-10003-4.
- Andrzej Stasiuk: Der weiße Rabe. Rowohlt Berlin Verlag, Berlin 1998, ISBN 978-3-87134-282-0.
- Andrzej Stasiuk: Die Welt hinter Dukla. Roman. Suhrkamp Verlag, Frankfurt am Main 2000. ISBN 978-3-518-39891-3.
- Andrzej Stasiuk: Wie ich Schriftsteller wurde: Versuch einer intellektuellen Autobiographie. edition suhrkamp 2236. Suhrkamp Verlag, Frankfurt am Main 2001. ISBN 978-3-518-12236-5.
- Andrzej Stasiuk: Die Mauern von Hebron. edition suhrkamp 2302. Suhrkamp Verlag, Frankfurt am Main 2003, ISBN 978-3-518-12302-7.
- Andrzej Stasiuk: Nacht. Theaterstück. Suhrkamp Verlag, Frankfurt am Main 2005.
- Andrzej Stasiuk: Ostmark. Theaterstück. Suhrkamp Verlag, Frankfurt am Main 2006.
- Andrzej Stasiuk: Dojczland. Eine Reise. Suhrkamp Verlag, Frankfurt am Main 2008, ISBN 978-3-518-12566-3.
- Andrzej Stasiuk: Tagebuch, danach geschrieben. Suhrkamp Verlag, Berlin 2012, ISBN 978-3-518-12654-7.
- Szczepan Twardoch: Morphin. Rowohlt Berlin, Berlin 2014, ISBN 978-3-87134-779-5.
- Szczepan Twardoch: Drach. Roman. Rowohlt Berlin, Berlin 2016, ISBN 978-3-87134-822-8.
- Szczepan Twardoch: Der Boxer. Roman. Rowohlt Berlin, Berlin 2018, ISBN 978-3-7371-0008-3.
- Szczepan Twardoch: Wale und Nachtfalter: Tagebuch vom Leben und Reisen. Rowohlt Berlin, Berlin 2019, ISBN 978-3-7371-0066-3.
- Szczepan Twardoch: Das Schwarze Königreich. Roman. Rowohlt Berlin, Berlin 2020, ISBN 978-3-7371-0073-1.
- Szczepan Twardoch: Demut. Roman. Rowohlt Berlin, Berlin 2022, ISBN 978-3-7371-0121-9.
- Szczepan Twardoch: Kälte. Roman. Rowohlt Berlin, Berlin 2024, ISBN 978-3-7371-0188-2.
- Szczepan Twardoch: Die Nulllinie. Roman aus dem Krieg. Rowohlt Berlin, Berlin 2025, ISBN 978-3-7371-0209-4.
- Lech Wałęsa: Ein Weg der Hoffnung (Autobiographie), mit Friedrich Griese. Zsolnay Verlag, Wien 1987.
- Michał Witkowski: Queen Barbara. Roman. Suhrkamp Verlag, Frankfurt a. M. 2010, ISBN 978-3-518-12605-9.
- Wiktor Woroszylski: Geschichten. Literarisches Colloquium, Berliner Künstlerprogramm des DAAD, Berlin 1987.
- Adam Zagajewski: Der dünne Strich. Roman. Hanser Verlag, München 1985, ISBN 978-3-446-14040-0.
- Adam Zagajewski: Solidarität und Einsamkeit. Essays. Hanser Verlag, München 1986, ISBN 978-3-446-14527-6.
- Adam Zagajewski: Verteidigung der Leidenschaft. Essays. (Mit Henryk Bereska und Bernhard Hartmann). Hanser Verlag, München 2008, ISBN 978-3-446-25715-3.